# Josep Casadevall

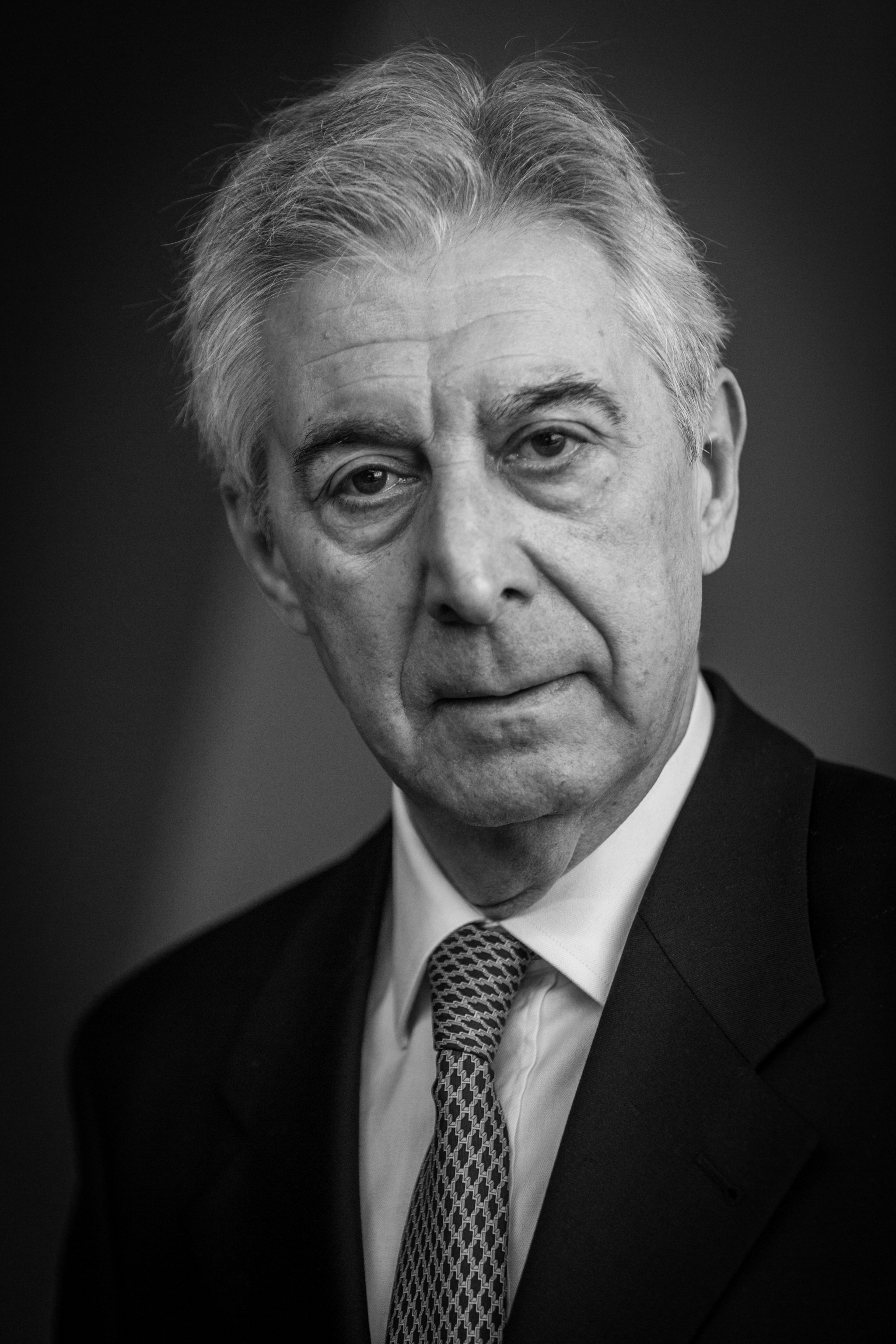
Josep Casadevall (2015)

Josep Casadevall (* 10. September 1946 in Girona) ist ein andorranischer Rechtswissenschaftler und ehemaliger Vizepräsident des Europäischen Gerichtshofs für Menschenrechte.

## Leben
Casadevall arbeitete zunächst von 1970 bis 1980 als Generalsekretär in der Stadtverwaltung von Andorra la Vella. Er schloss 1978 ein rechtswissenschaftliches Studium an der Universität Madrid ab und praktizierte ab 1980 als Anwalt in Andorra. Innerhalb der andorranischen Anwaltskammer übte er von 1984 bis 1992 das Amt des Generalsekretärs und von 1993 bis 1996 das Amt des Präsidenten aus.
Zwischen 1985 und 1998 lehrte er römisches Recht und Strafrecht an der Nationalen Fernuniversität in Spanien. Während dieser Zeit war er am Standort La Seu d’Urgell beschäftigt. 1996 wurde er zum Richter am Europäischen Gerichtshof für Menschenrechte ernannt. Im Februar 2008 stieg er zum Sektionspräsidenten auf, und seit dem 4. November 2011 bekleidete er zudem das Amt des Vizepräsidenten. 2015 schied er aus dem EGMR aus. Sein Nachfolger als Vertreter Andorras wurde Pere Pastor Vilanova.
Im Jahre 2007 veröffentlichte er die erste Monographie zum Europäischen Menschenrechtsschutz, die in katalanischer Sprache verfasst wurde.
Er ist verheiratet und hat zwei Kinder.